# Daniel Goeudevert
Daniel Goeudevert, né le 31 janvier 1942 à Reims, est dirigeant d'entreprise français. Il a notamment dirigé Ford Allemagne et Volkswagen.

## Biographie
Après un baccalauréat obtenu à Reims en 1961, il poursuit ses études à l'université de Reims puis à la Sorbonne à Paris.
Il entre dans la vie active en tant que professeur d'allemand. En 1969, voulant quitter le professorat, il répond à une petite annonce et devient vendeur d'automobiles. C'est le début d'une brillante carrière chez Citroën, devenant responsable des ventes.
En 1970, à 28 ans, il devient directeur général de Citroën Suisse puis, en 1974, représentant de Citroën en Allemagne du fait de son excellent parlé allemand.
De 1975 à 1979, il entre chez Renault Allemagne en tant que directeur des ventes et, en 1981, entre chez Ford Allemagne en tant que PDG.
Il le restera jusqu'en 1989 et se consacre alors à la création de la branche allemande de l'Harvard Business School.
En 1991, il est recruté par Volkswagen et tente d'insuffler une nouvelle inspiration au groupe qu'il quittera en 1993.
Aujourd'hui, il reste impliqué dans de nombreux conseils d'administration.
Amateur d'art, il a dans sa collection, Bernard Buffet, César Baldaccini, Cyril de La Patellière.

## Ouvrages
- Des voitures et des hommes. Éditions de Fallois, Paris 1992,  (ISBN 2-87706-151-5).
- Wie ein Vogel im Aquarium. Aus dem Leben eines Managers. Rowohlt, Hamburg 1996,  (ISBN 3-499-60440-X).
- Comme un oiseau dans l'aquarium. Traduction française. Bayard éditions, 1998,  (ISBN 2-227-13733-9).
- Der Horizont hat Flügel. Die Zukunft der Bildung.Erw. TB-Ausgabe, Ullstein, München 2002,  (ISBN 3-548-75086-9).
- Der Horizont hat Flügel. Econ, München 2001,  (ISBN 3-4301-3261-4).
- Wie Gott in Deutschland. Eine Liebeserklärung., Econ, München 2003,  (ISBN 3-430-13262-2) (TB 2004  (ISBN 349960938X)).
- Mit Träumen beginnt die Realität. Aus dem Leben eines Europäers. Rowohlt, Hamburg 2000,  (ISBN 349960938X).
- Das Seerosen-Prinzip. Wie uns die Gier ruiniert. DuMont, Köln 2008,  (ISBN 978-3-8321-8076-8).
- Sackgasse. Wie Wirtschaft und Politik den Wandel verschlafen, DuMont, Cologne 2020,  (ISBN 978-3-8321-8110-9).